# Шаповал, Сергей Владимирович
Серге́й Влади́мирович Шапова́л (укр. Сергій Володимирович Шаповал; род. 7 февраля 1990, Ворзель, Киевская область) — украинский футболист, полузащитник.

## Биография
Родился в Ворзеле (Киевская область), где и начинал заниматься футболом у тренера Валентина Петровича Лысова. В ДЮФЛ играл в командах киевских школ «Локомотив», «Отрадный» и «Смена-Оболонь». С 2007 года играл во второй лиге за «Нафком» (Бровары), а затем в первой за «Ниву» (Тернополь), «Феникс-Ильичёвец» (Калинино), ФК «Львов». В 2011 году перешёл в клуб третьего дивизиона чемпионата Польши «Полония» (Лешно).
В период с 2012 по 2015 год играл в Молдавии за ФК «Тирасполь». В Национальной Дивизии дебютировал 10 марта 2012 в матче 19 тура «Тирасполь» — «Костулены» (3:1), заменив в конце матча Виктора Булата. В составе приднестровских «горожан» за 3,5 года сыграл 72 матча в чемпионатах Молдавии, и 4 в еврокубках. Становился обладателем Кубка Молдавии (2012/13) и серебряным призёром чемпионата Молдавии (2013/14). Летом 2015 года, находясь в отпуске, от капитана команды узнал о расформировании тираспольского клуба. Помимо Шаповала ещё четверо его соотечественников, игравших за «горожан» — Александр Ильющенков, Олег Ермак, Кирилл Сидоренко и Евгений Заричнюк остались без команды.
11 июля 2015 года Шаповал подписал двухлетний контракт с одесским ФК «Черноморец». В украинской Премьер-лиге дебютировал в матче первого тура чемпионата 2015/16 против донецкого «Олимпика». 7 декабря 2015 года было официально сообщено о расторжении контракта между Сергеем и «Черноморцем» по обоюдному согласию сторон. Всего за «моряков» провёл 7 встреч в чемпионате, 2 игры в Кубке Украины и 1 поединок в молодёжном первенстве.
В марте 2016 года стал игроком клуба «Торпедо-БелАЗ», в составе которого стал обладателем Кубка Белоруссии.
С января 2019 года — игрок гонконгского клуба «Ли Ман».

## Достижения
«Тирасполь»
- Серебряный призёр чемпионата Молдавии: 2013/14
- Обладатель Кубка Молдавии: 2012/13